# Окръжен съд Търговище
Окръжен съд Търговище е окръжен съд в Търговище. През 2022 г. в съда са постъпили общо 629 дела, като намалението спрямо 2021 г. е с 11,7 %. От тях 290 дела са граждански, 260 наказателни и 79 търговски дела. От 2021 г. председател на съда е Татяна Даскалова.

## История
С Указ № 29 от 22 януари 1959 г. за новото административно деление на територията на Народна република България, на 23 януари 1959 г. се създава Търговищенски окръг, а със ЗИ на ЗУС, обн. в „Известия на Президиума на НС“, брой 22 от 17 март 1959 г. се постановява създаването на окръжни съдилища във всеки окръг. На 13 април 1959 г. се провежда първата редовна тържествена сесия на Окръжен народен съвет Търговище, избран е Окръжен съд в състав от народните съдии, с председател Дечо Димитров Яков, и членове – Борис Василев Димитров, Върбан Илиев Керековски и Радка Тодорова Доганова. Първото съдебно заседание е проведено на 16 април 1959 г.
Съдии работили в съда са били: Найден Радковски, Иван Гигин, Никола Първанов, Рачо Русчев, Тодор Захариев, Любен Лазаров, Божанка Друмева, Румяна Моллова, Антоанета Никифорова.

## Председатели
Председатели на Окръжен съд Търговище през годините:
- 1959 – 1972 г. – Дечо Димитров, после съдия във Върховния съд
- 1972 – 1983 г. – Кръстьо Яначков, после съдия във Върховния съд
- 1984 – 1986 г. – Любен Корнезов, впоследствие депутат в VII ВНС, съдия в Конституционния съд, зам.-министър на правосъдието, зам.-председател на Народното събрание
- 1986 – 1992 г. – Венета Писерева, впоследствие адвокат и съдия в Административен съд
- 1992 – 1999 г. – Димитър Тончев, впоследствие зам.-министър на правосъдието, понастоящем адвокат
- 1999 – 2014 г. – Тихомир Петков
- 2014 – 2019 г. – Силвия Петрова
- 2019 – 2021 г. – Тихомир Петков
- от 2021 г. насам – Татяна Даскалова